# Українсько-катарські відносини
Українсько-катарські відносини — відносини між Україною та Державою Катар.
Країни встановили дипломатичні відносини 13 квітня 1993 року. В Києві діє Посольство Держави Катар в Україні (з вересня 2013 р.), а в Досі — Посольство України в Державі Катар (з листопада 2012 р.).
Між країнами діє безвізовий режим.